# Reumatologia

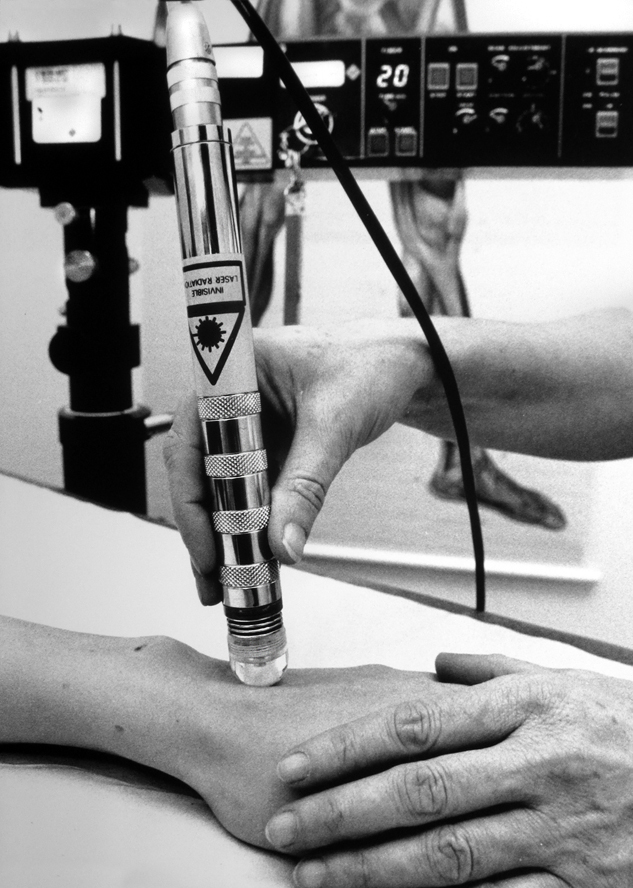
Laser medico per il trattamento di reumatismi.

La reumatologia è quella branca della medicina interna che si occupa delle condizioni morbose che interessano l'apparato muscolo-scheletrico e i tessuti connettivi dell'organismo.
Il termine reumatismo trae spesso in inganno, in quanto la sua comprensione non è immediatamente associabile a un organo o apparato specifico: trae la sua origine dal greco ῥεῦμα (rhèuma) nel significato di scorrimento, nell'intenzione di descrivere un ipotetico meccanismo di malattia legato allo scorrimento, al fluire di "umori" patologici in grado di determinare un processo morboso.
Le malattie reumatiche possono interessare ossa, articolazioni e muscoli, ma anche gli organi interni (a esempio cuore, cervello, polmoni etc.), i vasi e i nervi.

## Definizione
La reumatologia è una branca della medicina che si occupa dello studio delle malattie reumatiche o reumatismi. Il reumatologo è il medico specialista esperto nella diagnosi e nella cura di queste malattie.

## Concetto di malattia reumatica o reumatismo
Il concetto di malattia reumatica o reumatismo risale all'antico concetto ippocratico di flussione, difatti la parola deriva dal verbo che in greco significa "scorrere". Nella concezione del sommo medico di Coo, fondatore della medicina come scienza naturale, i reumatismi sono provocati dai cattivi umori, il cui patologico accumulo nelle articolazioni è causa d'infiammazione, come tipicamente si verificherebbe nella gotta (da gutta = goccia), da sempre considerata il classico esempio di malattia reumatica che colpisce le articolazioni.
Le malattie reumatiche interessano infatti le articolazioni e le strutture anatomiche a esse correlate: ossa, muscoli, tendini e guaine tendinee (tenosinoviali), legamenti, inserzioni tendinee o legamentose (entesi), borse e fasce. Il sintomo più evidente di queste malattie è rappresentato dal dolore a carico di una o più di queste strutture.

## Principali categorie
Le malattie che interessano direttamente o indirettamente le articolazioni sono numerose; si dice comunemente che esistono più di cento malattie reumatiche diverse, naturalmente molto differenti per frequenza e gravità. Molte malattie reumatiche hanno rilevante importanza medico-sociale per la loro vasta diffusione e per il loro potenziale di disabilità, basti citare la cardiopatia reumatica, l'artrite reumatoide, le gravi artrosi e l'osteoporosi.
Alcune malattie reumatiche dimostrano uno stretto rapporto coi processi infettivi. Nelle artriti infettive le lesioni sono causate direttamente dal germe che ha invaso l'articolazione, nelle malattie post-infettive (come nella febbre reumatica o reumatismo articolare acuto) il microrganismo è responsabile dell'insorgenza della malattia, ma le lesioni dipendono dall'anomala risposta immunitaria dell'ospite. 
I reumatismi cronici primari costituiscono il nucleo centrale della reumatologia, in quanto queste malattie e per frequenza e per potenziale invalidante rappresentano la patologia che maggiormente impegna lo specialista reumatologo dal punto di vista clinico. Sono malattie infiammatorie che colpiscono le articolazioni e le strutture periarticolari con andamento spontaneamente cronico e progressivo, spesso deformante e anchilosante.
Nell'ambito dei reumatismi cronici primari sono distinguibili due raggruppamenti principali: il "raggruppamento reumatoide" e il "raggruppamento spondiloartritico". Le forme reumatoidi colpiscono elettivamente le articolazioni degli arti, le forme spondiloartritiche interessano in genere la colonna vertebrale.
Col termine di "connettiviti sistemiche" s'intende un gruppo di malattie, già chiamate "malattie diffuse del collageno" o "collagenosi". Le cinque malattie classicamente considerate "malattie diffuse del collageno" sono l'artrite reumatoide, il lupus eritematoso sistemico, la polimiosite/dermatomiosite, la sclerodermia o sclerosi sistemica e la poliarterite nodosa.
Le connettiviti sistemiche sono tipicamente malattie multifattoriali. Tra i fattori responsabili svolgono un ruolo di volta in volta più o meno importante fattori genetici, fattori ambientali, tra i quali molto probabilmente fattori infettivi, fattori endocrini (in particolare gli ormoni sessuali), fattori genericamente definibili "stressanti", sia in senso fisico che psicologico. La malattia insorge per alterazioni del sistema immunitario, che da sistema difensivo nei confronti degli agenti estranei si trasforma in sistema offensivo, attaccando le cellule e i tessuti dell'organismo stesso mediante auto-anticorpi o particolari cloni di cellule aggressive. 
I reumatismi dismetabolici dipendono da turbe metaboliche che condizionano la precipitazione o deposizione di materiale microcristallino nelle articolazioni. Il più noto di questi reumatismi è rappresentato dalla gotta, che è dovuta a un eccesso di acido urico nel sangue. L'acido urico è una sostanza scarsamente solubile e deriva dal metabolismo delle purine, importanti sostanze che entrano nella composizione degli acidi nucleici, presenti nei nuclei di tutte le cellule dell'organismo.
I reumatismi degenerativi comprendono tutte le forme di artrosi (o osteoartrosi). Nelle forme primarie prevalgono i fattori di natura eredo-costituzionale, nelle forme secondarie fattori di natura meccanica, traumatica ecc. L'artrosi è la patologia reumatica a maggiore diffusione nella popolazione. Le sue forme più gravi, quali la coxartrosi (artrosi dell'anca) e la gonartrosi (artrosi del ginocchio), sono altamente invalidanti, ma anche le altre forme, quali quelle che interessano la colonna vertebrale, le mani e i piedi, hanno un elevato impatto sociale in termini di morbilità, disabilità e sofferenza fisica. Sebbene non esista uno stretto legame tra artrosi e invecchiamento, è evidente che l'allungamento della vita media ha reso più pressante e onerosa la richiesta sanitaria connessa coi processi degenerativi a carico del sistema muscolo-scheletrico.
I reumatismi extra-articolari o delle parti molli sono rappresentati da numerose affezioni nelle quali le manifestazioni dolorose sono molto appariscenti, mentre la quota infiammatoria è molto variabile. Vengono fatte rientrare in questa categoria molte affezioni a carattere localizzato, quali le periartriti, le tendiniti, le borsiti, le entesiti, le sindromi mio-fasciali e la fibromialgia.  Sebbene a queste forme sia sempre stata prestata poca attenzione, costituiscono una larghissima parte delle affezioni dolorose comunemente etichettate come "dolori reumatici" e sono responsabili di innumerevoli episodi di disabilità transitoria e di giornate lavorative perse.
Rientrano nell'ambito di competenza della Reumatologia anche le malattie metaboliche delle ossa, come l'osteoporosi e l'osteomalacia, in quanto, facendo le ossa parte del sistema muscolo-scheletrico, le loro malattie dal punto di vista clinico sono spesso associate o vanno differenziate dalle affezioni delle articolazioni.
Mentre la patologia reumatica di natura degenerativa (reumatismi degenerativi) è appannaggio dell'età matura e degli anziani, la patologia reumatica immuno-mediata (reumatismi infiammatori) esordisce per lo più nei giovani adulti e non infrequentemente negli adolescenti o addirittura nei bambini: tra i più temibili reumatismi infiammatori con possibile decorso cronico e talora invalidante si possono citare il morbo di Still o artrite idiopatica giovanile sistemica, che colpisce in genere i bambini prima dei 10 anni di età; il lupus eritematoso sistemico, che inizia frequentemente in giovani ragazze spesso ancora adolescenti; la spondilite anchilosante, che si rivela spesso nei giovani in età di servizio militare; l'artrite reumatoide, che può manifestare i primi sintomi non raramente in giovani donne dopo un parto o uno stress.

## Sviluppo della reumatologia e ruolo del reumatologo
L'elevata frequenza delle malattie reumatiche e la loro più approfondita conoscenza sono alla base dello sviluppo della reumatologia, disciplina che presenta alcune peculiarità. Infatti anche se la reumatologia è considerata un ramo della grande pianta costituita dalla medicina interna, assieme agli altri rami rappresentati dalla cardiologia, dalla gastroenterologia, dall'ematologia etc., essa in realtà anche nel nome si differenzia dalle altre branche, perché non fa riferimento a un particolare organo o apparato (il cuore, l'apparato gastroenterico, il sangue etc.), bensì a un concetto, ovvero la malattia reumatica o reumatismo, che se per certi aspetti è del tutto superato, dal punto di vista pratico mantiene tuttora piena validità.

### Esami di laboratorio
Fino a pochi anni fa i cosiddetti "test reumatici" si limitavano a pochi accertamenti: la VES (velocità di eritrosedimentazione), le mucoproteine, la proteina C reattiva, il titolo antistreptolisinico (il TAS) e il RA-test (spesso impropriamente chiamato Reuma-test). Ma oggi sono a disposizione innumerevoli test, alcuni dei quali molto sofisticati e costosi, in grado di caratterizzare a esempio l'assetto immunogenetico (vale a dire i geni che condizionano la risposta immunitaria) o le specificità degli auto-anticorpi, che sono spesso i markers (marcatori o elementi distintivi) di particolari malattie. Questi test non sono stati concepiti per essere usati nei check up o per essere prescritti indiscriminatamente, ma sono essenziali per la conferma diagnostica d'importanti malattie, le quali però devono essere prima sospettate in base agli elementi clinici, raccolti da persona competente mediante una accurata raccolta della storia e solo dopo un minuzioso esame clinico del paziente.

### Indagini strumentali
Una vera rivoluzione nello studio dell'apparato locomotore hanno portato le moderne tecniche di imaging, che via via sono andate affiancandosi alla radiologia convenzionale. Mentre quest'ultima consente di evidenziare soprattutto le ossa, ma non è in grado di valutare le cartilagini d'incrostazione che rivestono i capi ossei, né le membrane sinoviali, né tutti gli altri tessuti "molli", così spesso interessati nelle affezioni reumatiche, tutto questo "mondo" ha potuto oggi venire alla luce grazie alle nuove tecniche che si valgono della prodigiosa capacità dei computer di elaborare le immagini ottenibili con diversi tipi di energia.
Con l'ecografia si utilizzano gli ultrasuoni: particolari sonde inviano onde sonore ad altissima frequenza, le quali vengono riflesse dai tessuti a seconda della loro ecogenicità, consentendo alla macchina di ricostruire un'immagine delle differenti parti che costituiscono il segmento esplorato.
La tomografia assiale computerizzata (TAC) è una particolare applicazione dei raggi X, molto più precisa della radiologia convenzionale o della tecnica stratigrafica. Consente un esame dettagliato dei vari segmenti dell'organismo, rappresentandoli come tanti strati sovrapposti, nei quali, a seconda della loro radiotrasparenza, è possibile riconoscere i diversi costituenti: ossa, tessuti molli (a esempio i dischi intervertebrali, i menischi, i muscoli etc.), eventuali masse patologiche.
La risonanza magnetica nucleare è una sofisticata metodica che elabora il segnale liberato dai tessuti posti in un potente campo magnetico e sollecitati da opportune scariche di onde elettro-magnetiche. È possibile la ricostruzione del segmento in esame secondo i tre piani dello spazio (sagittale, coronale e assiale), a differenza della TAC, che consente solo lo studio assiale (a strati paralleli). 
Strumenti che hanno permesso un approccio quantitativo allo studio della massa ossea sono i densitometri. Anche in questo campo gli sviluppi dell'elettronica hanno favorito la messa a punto di macchine che misurano con alta precisione la densità minerale dell'osso. Ciò ha consentito di studiare approfonditamente l'epidemiologia dell'osteoporosi e di valutare nel tempo le modificazioni della massa ossea. 
Un'altra tecnologia che ha trovato applicazione nello studio delle articolazioni è quella delle fibre ottiche. I moderni artroscopi consentono, con un minimo di invasività, di osservare direttamente l'ambiente articolare, di verificare lo stato della membrana sinoviale e delle cartilagini articolari. Altra metodica di grande utilità nella diagnostica delle connettiviti è la capillaroscopia, tecnica non invasiva che esplora il circolo capillare delle pliche ungueali.

### Diagnosi precoce e trattamento mirato
Deriva da quanto detto come effettivamente oggigiorno lo specialista si trovi in una situazione di grande vantaggio rispetto a solo pochi anni fa: la conoscenza delle malattie reumatiche si è grandemente estesa, ma molto più validi e attendibili sono gli strumenti di cui può disporre sia nella formulazione della diagnosi, sia nell'accertamento dei danni anatomici e funzionali. È indubbio che la possibilità di diagnosticare precocemente la maggior parte delle malattie reumatiche e di riconoscere nel dettaglio le lesioni in una fase inizialissima consente all'operatore d'intervenire in modo più incisivo, riuscendo in non pochi casi a impedire la progressione della malattia. Malattie un tempo temibili come la febbre reumatica (o reumatismo articolare acuto, la causa più frequente un tempo dei vizi valvolari cardiaci) o la gotta (che un tempo poteva portare a morte per insufficienza renale) sono oggi perfettamente curabili e hanno perso quindi la loro aura di fatalità.
Ma anche malattie impegnative come l'artrite reumatoide, il lupus o la sclerodermia hanno visto considerevolmente migliorare la loro prognosi, non solo in termini di sopravvivenza, ma anche in termini di minore disabilità e di migliore qualità di vita. Ciò è dovuto a un più sapiente uso dei farmaci antireumatici ed immunosoppressivi. 
Per quanto riguarda la terapia di fondo delle malattie immuno-mediate, è relativamente recente la disponibilità di agenti biologici (anticorpi monoclonali umanizzati) o sostanze sintetiche in grado di bloccare o selezionate popolazioni di cellule infiammatorie o particolari mediatori prodotti da queste ultime (citochine). Ciò consente di controllare e guidare (o - come si dice - modulare) l'attività del sistema immunocompetente, impedendo che sia responsabile di processi auto-aggressivi. 
In conclusione, le malattie reumatiche costituiscono una sfaccettata realtà che abbraccia tutte le età della specie umana. Molte di queste affezioni sono per loro natura transitorie e benigne, ma all'interno di esse esiste un "nocciolo duro" di malattie potenzialmente croniche, spesso invalidanti, talora fatali. È qui che diventa indispensabile il ruolo del Reumatologo, di quello specialista cioè che ha una vasta e approfondita visione della patologia reumatica, sa interpretare i dati delle indagini strumentali e degli esami di laboratorio e ha esperienza delle diverse modalità terapeutiche.